# Ranunculus aestivalis
Ranunculus aestivalis (L.D.Benson) Van Buren & K.T.Harper – gatunek rośliny z rodziny jaskrowatych (Ranunculaceae Juss.). Występuje endemicznie w Stanach Zjednoczonych – w południowo-środkowej części stanu Utah. Epitet gatunkowy  pochodzi z łaciny i oznacza letni, ze względu na porę kwitnienia.

## Taksonomia
Roślina ta jest często traktowana jako odmiana gatunków R. acriformis lub jaskra ostrego (R. acris). Jednak badania genetyczne wykazały, że takson ten jest wystarczająco odrębny i został wyniesiony do statusu gatunku przez jedną grupę autorów w 1994 roku. 

## Morfologia
PokrójBylina zielna o owłosionych pędach. Dorasta do około 60 cm.
LiścieGłęboko dłoniasto klapowane liści zebrane w formie różyczki. Liście pokryte są drobnymi włoskami.
KwiatyZazwyczaj są zebrane po 6–10 kwiatostanach. Średnica kwiatu wynosi około 13 mm. Owłosione działki kielicha są odgięte, u podstawy mają szerokość 2 mm. Mają 5 płatków o żółtej barwie. Mierzą 8–11 mm długości. Dno kwiatowe ma kształt od odwrotnie gruszkowatego do cylindrycznego.
OwoceMałe i suche niełupki, z dzióbkiem o długości 0,1–4 mm. Zebrane do 20–40 tworzą owoc zbiorowy – wieloniełupkę.

## Biologia i ekologia
Rośnie na podmokłych łąkach w dolinie rzeki Sevier. Występuje na wysokości około 2000 m n.p.m. Najintensywniej kwitnie od lipca do sierpnia, jednak pojedyncze okazy mogą kwitnąć aż do początku października. Środowisko naturalne dzieli z takimi gatunkami jak Sisyrinchium demissum, Juncus arcticus, Muhlenbergia asperifolia, Plantago eriopoda, Distichlis spicata, mlecznik nadmorski (Lysimachia maritima), turzyca siwa (Carex canescens), Halerpestes cymbalaria, bożykwiat nadobny (Dodecatheon pulchellum), popłoch pospolity (Onopordum acanthium), Elymus trachycaulus, jęczmień grzywiasty (Hordeum jubatum), Carex nebraskensis oraz Iris missouriensis. 

## Ochrona
Gatunek ten po raz pierwszy został zebrany w 1894 roku w pobliżu miasta Panguitch w Utah,  w Stanach Zjednoczonych. Roślina ponownie została odnaleziona w 1948 roku, przy czym botanik L. Benson, który na nowo odkrył gatunek, zalecał by roślin nie zbierać, ponieważ populacja wydaje się być bardzo zagrożona. Począwszy od 1979 roku gatunek nie był widziany i został uznany za prawdopodobnie wymarły. Jednak w 1982 roku została odkryta pojedyncza subpopulacja na pastwisku, na którym rosło w sumie 400 osobników. W 1988 roku ta subpopulacja liczyła tylko od 10 do 20 okazów. W celu ochrony gatunku, zakupiono ziemię, na której rośnie i utworzono rezerwat o nazwie Sevier Valley Preserve. Krótko po tym w rezerwacie zarejestrowano około 200 kwitnących osobników. Program monitorowania populacji wykazał jednak tendencję spadkową jej liczebności oraz wydajności do reprodukcji. W 2015 roku gatunek znany był z dwóch subpopulacji w hrabstwie Garfield, w południowo-środkowej części stanu Utah. Został zaliczony do kategorii EN – gatunków zagrożonych wyginięciem. Główne zagrożenia dla gatunku obejmują zmiany w lokalnej hydrologii, ponieważ rośliny wymagają określonej wilgotności w swoim siedlisku. Nawadnianie może być przyczyną tych zmian. Dodatkowym problemem jest mała różnorodność genetyczna, która może wynikać z małej liczby pozostałych osobników.